# Magirus
Магірус (нім. Magirus) — німецька автомобілебудівна компанія, заснована в 1866 році; виробляла вантажні автомобілі, протипожежну техніку та автобуси. У 1936 році фірма була викуплена Кельнським акціонерним товариством Дойц АГ (англ. Deutz AG), після чого автобуси, вантажні та пожежні автомобілі стали випускатися під маркою Магірус-Дойц (нім. Magirus-Deutz). Тепер[коли?] компанія називається Iveco Magirus AG.

### MAGIRUS в УКРАЇНІ
У 2018 році Україна ратифікувала сертифікаційні норми ЄС у відношенні до протипожежної та аварійно-рятувальної техніки. Це означає, що на службу ДСНС України можуть стати тільки протипожежне та аварійно-рятувальне обладнання, які успішно пройшли європейські тести й випробування та мають сертифікати. Німецький виробник Magirus – відповідає всім критеріям.
З початком широкомасштабної війни в Україні, з 24 лютого 2022 року, питання рятування людей на висоті у щільній забудові великих міст стало дуже актуальним та вимагало використання спеціальної техніки – протипожежних автодрабин на шасі. Компанія «Променергообладнання», яка є офіційним дистрибʼютором Magirus в Україні, почала завозити таку техніку загонам ДСНС України. У різні області країни завезли висотні протипожежні автодрабини Magirus з різною довжиною стріли. 32-метрову, Magirus M32L-AS, отримав загін ДСНС у Тернопільській області, Чернівецька область отримала 55-ти метрову автодрабину MAGIRUS M55L та Iveco-Magirus M32L-AS. У місто Луцьк було поставлено Magirus M32L-AS, також в Івано-Франківськ. Житомир, Кропивницький, Київ отримали Magirus M32L-AS.   
У середині грудня 2023 року в місто Дніпро було поставлено 60-метрову автодрабину Magirus M60L, а також дві Magirus M32L-AS.
Окрім протипожежних автодрабин, в Україну завезли та використовують сучасні роботизовані системи пожежогасіння Magirus Wolf R1 також виробництва Magirus. З 2022 року вони використовуються рятувальниками, зокрема під час ліквідації пожеж, що виникли внаслідок обстрілів. «Променергообладнання» також доукомплектовує кожну протипожежну автодрабину всім необхідним додатковим устаткуванням:
– пожежними напірними рукавами німецької GOLLMER&HUMMEL GmbH;
– пересувним пінозмішувальним пристроєм британської Delta Fire Ltd;
– лафетним стволом німецької ALCO з подачею води до 42 л/с;
– гідравлічним інструментом на акумуляторі німецької WEBER-Hydraulik GmbH;
– пожежними шоломами італійської SICOR;
– сигнальними ліхтарями німецької EUROBLITZ.
У місті Ульм (штаб-квартирі) Magirus у Пожежній академії відбувається тижневе навчання для кожного загону ДСНС на тій техніці, яка завозиться в ту чи іншу область країни. 